# Robert Vonnoh

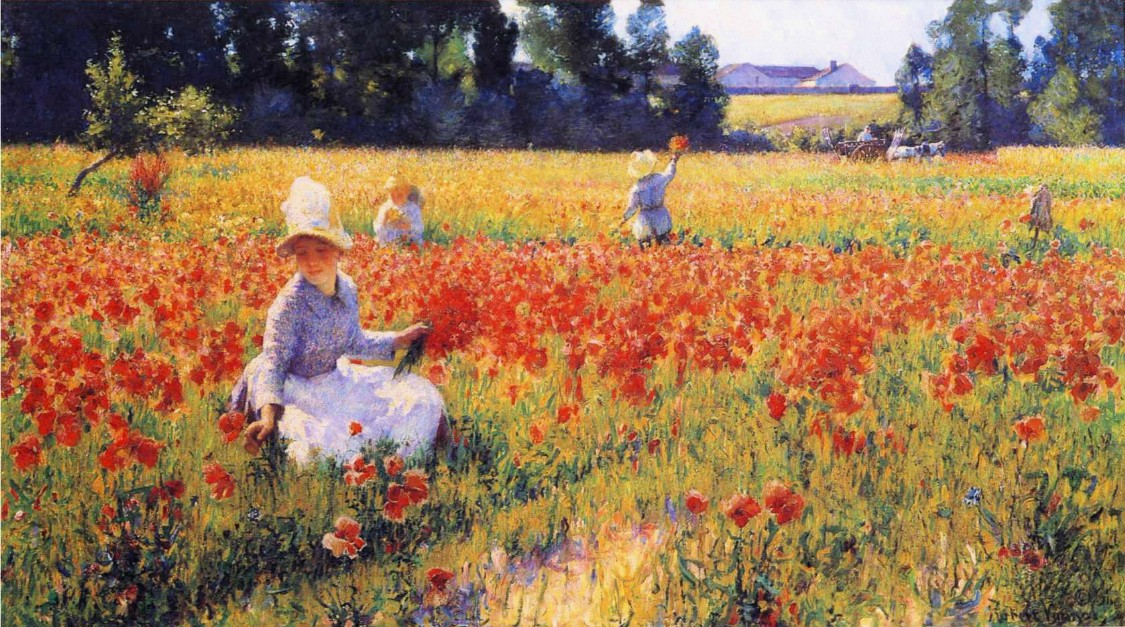
Amapolas (In Flanders Field. Coquelicots), 1890, óleo sobre lienzo, 147,32 x 264,16 cm, Youngstown (Ohio), Butler Institute of American Art.

Robert William Vonnoh (Hartford, Connecticut, 17 de septiembre de 1858-Niza, 1933) fue un pintor impresionista estadounidense conocido por sus retratos y paisajes.
Estudió en Boston en la Escuela Normal de Arte de Massachusetts y posteriormente en París en la Académie Julian con Gustave Boulanger y Jules Joseph Lefebvre. Enseñó en la Cowles Art School en Boston (1884-1885), en la escuela del Museo de Bellas Artes de Boston (1883-1887) y en la Pennsylvania Academy of the Fine Arts (1891-1896).
Vonnoh fue designado miembro de la National Academy of Design en 1906.
Su mujer, Bessie Potter Vonnoh (1872-1955) fue escultora.